# Harry Winks
Harry Billy Winks (ur. 2 lutego 1996 w Hemel Hempstead) – angielski piłkarz występujący na pozycji pomocnika w angielskim klubie Leicester City F.C. W latach 2017–2020 reprezentant Anglii.

## Kariera klubowa
Winks od wczesnych lat swojej kariery piłkarskiej był związany z Tottenhamem Hotspur. W sezonie 2013/14 regularnie trenował z pierwszym składem. Pierwszy raz na ławkę został powołany 30 marca 2014 roku w meczu ligowym na Anfield przeciwko Liverpoolowi. 27 lipca podpisał swój pierwszy profesjonalny kontrakt z Tottenhamem. W pierwszym składzie zadebiutował 27 listopada w meczu grupowym Ligi Europy UEFA z FK Partizan na White Hart Lane, dając zmianę za Paulinho w ostatnich 3 minutach podstawowego czasu. 6 lipca 2015 podpisał drugi kontrakt z klubem mający ważność do roku 2018. W tym czasie numer na koszulce Winksa został zmieniony na 29. W nowym sezonie pierwszy raz wystąpił dając zmianę w meczu przeciwko Qarabağowi FK.
27 sierpnia 2016 roku wystąpił na murawie pierwszy raz w nowym sezonie wchodząc za Christiana Eriksena w ostatnich minutach meczu z Liverpoolem. 19 listopada Winks, grając całe 90 minut przeciwko West Hamowi, trafił swoją debiutancką bramkę dla Tottenhamu, remisując tym samym 1-1. Mecz ostatecznie zakończył się zwycięstwem Spurs 3-2. W FA Cup pierwszy raz zagrał 8 stycznia 2017 roku z Aston Villa. 14 lutego przedłużył z klubem kontrakt, decydując się na pozostanie w nim do roku 2022.
30 sierpnia 2022 roku został wypożyczony do włoskiego klubu UC Sampdoria, w którym zadebiutował dopiero 16 stycznia 2023 roku w meczu ligi włoskiej z Empoli wchodząc z ławki w 62. minucie za Bruno Amione. Mecz ten zakończył się wynikiem 1:0 dla Empoli.
Od razu po powrocie do Anglii 1 lipca 2023 roku został sprzedany za ok. 10 milionów funtów do drugoligowego Leicester City. W drużynie Lisów zadebiutował 6 sierpnia 2023 roku w meczu ligowym z Coventry City. Harry Winks zagrał 90. minut. Z kolei swojego pierwszego gola dla Leicester strzelił 28 października 2023 roku w meczu z Queens Park Rangers w 80. minucie po asyście Stephy'ego Mavididi. Był to gol na wagę trzech punktów.

## Kariera reprezentacyjna
Harry Winks reprezentował Anglię w drużynach U-17, U-18, U-19, U-20 i U-21. Występował podczas Mercedes-Benz Elite Cup 2015 w Niemczech z U-20. W składzie kadry U-21 zadebiutował 14 listopada 2016 roku w meczu z Francją.
W pierwszej reprezentacji Anglii zadebiutował 8 października 2017 w wygranym 1:0 meczu z Litwą.

## Statystyki kariery
Stan na 15 lutego 2024 roku.
| Klub               | Sezon              | Rozgrywki          | Liga  | Liga   | Puchar krajowy | Puchar krajowy | Puchar ligowy | Puchar ligowy | Europa | Europa | Ogólnie | Ogólnie |
| Klub               | Sezon              | Rozgrywki          | Mecze | Bramki | Mecze          | Bramki         | Mecze         | Bramki        | Mecze  | Bramki | Mecze   | Bramki  |
| ------------------ | ------------------ | ------------------ | ----- | ------ | -------------- | -------------- | ------------- | ------------- | ------ | ------ | ------- | ------- |
| Tottenham Hotspur  | 2013/14            | Premier League     | 0     | 0      | 0              | 0              | 0             | 0             | 0      | 0      | 0       | 0       |
| Tottenham Hotspur  | 2014/15            | Premier League     | 0     | 0      | 0              | 0              | 0             | 0             | 1      | 0      | 1       | 0       |
| Tottenham Hotspur  | 2015/16            | Premier League     | 0     | 0      | 0              | 0              | 0             | 0             | 2      | 0      | 2       | 0       |
| Tottenham Hotspur  | 2016/17            | Premier League     | 21    | 1      | 4              | 0              | 2             | 0             | 6      | 0      | 33      | 1       |
| Tottenham Hotspur  | 2017/18            | Premier League     | 16    | 0      | 3              | 0              | 1             | 0             | 5      | 0      | 25      | 0       |
| Tottenham Hotspur  | 2018/19            | Premier League     | 26    | 1      | 0              | 0              | 5             | 0             | 10     | 0      | 41      | 1       |
| Tottenham Hotspur  | 2019/20            | Premier League     | 31    | 0      | 5              | 0              | 0             | 0             | 5      | 0      | 41      | 0       |
| Tottenham Hotspur  | 2020/21            | Premier League     | 15    | 0      | 2              | 1              | 3             | 0             | 10     | 1      | 30      | 2       |
| Tottenham Hotspur  | 2021/22            | Premier League     | 19    | 0      | 3              | 1              | 3             | 0             | 5      | 0      | 30      | 1       |
| Sampdoria (wyp.)   | 2022/23            | Serie A            | 20    | 0      | 0              | 0              | —             | —             | —      | —      | 20      | 0       |
| Leicester City     | 2023/24            | EFL Championship   | 31    | 2      | 0              | 0              | 2             | 0             | —      | —      | 31      | 2       |
| Ogólnie w karierze | Ogólnie w karierze | Ogólnie w karierze | 179   | 4      | 17             | 2              | 16            | 0             | 44     | 1      | 256     | 7       |

## Sukcesy
Tottenham
- Finał Ligi Mistrzów UEFA: 2018/2019

## Życie prywatne
Harry Winks jest synem Anity Winks i Gary’ego Winks. Ma hiszpańskie korzenie. Dorastał w Hemel Hempstead i uczęszczał tam do Cavendish School. Po raz pierwszy obejrzał mecz na White Hart Lane gdy miał 6 lat, w tym wieku dołączył też do akademii Tottenhamu.